# Iglesia Congregacional Pilgrim
La iglesia Congregacional Pilgrim (en inglés Pilgrim Congregational Church) es una congregación histórica de la Iglesia Unida de Cristo en Cleveland, la ciudad más poblada del estado de Ohio (Estados Unidos). Construida en los años 1890 para una congregación fundada en los años 1850, fue nombrado sitio histórico en los años 1970.

## Historia
Los congregacionalistas comenzaron a operar una escuela dominical en el vecindario Tremont de Cleveland en 1854, y sus esfuerzos dieron como resultado la creación de una iglesia cinco años después. Los miembros comenzaron la construcción del primer edificio en 1865, aunque no se completó hasta 1870. Fue adecuado para las necesidades de la congregación por poco tiempo, ya que la construcción del edificio actual se inició solo 23 años después de que se terminó el primero. 
El nombre actual se adoptó en 1894, cuando se finalizó el edificio. Se había llamado Iglesia Congregacional de Heights en los años 1870 e Iglesia Congregacional de la Avenida Jennings en los años 1880. El edificio fue un hito de la comunidad desde sus primeros años: el cableado eléctrico se incluyó en la construcción original en un momento en que ningún otro edificio de Cleveland al oeste del río Cuyahoga tenía electricidad.

## Arquitectura
Diseñado por el destacado arquitecto de Cleveland Sidney Badgley, el templo costó unos 150 000 dólares. Es un edificio generalmente cuadrado típico del estilo románico richardsoniano, que se distingue por elementos exteriores como prominentes rosetones en los lados norte y este. En el momento de la construcción, la iglesia estaba profundamente involucrada en programas sociales en la comunidad; salas como espacios de recreación para hombres jóvenes, una biblioteca y un gimnasio ocupan dos tercios del edificio.
La sección más alta es una torre de esquina cuadrada con techo puntiagudo; altas ventanas en arco ocupan gran parte de su altura, con ventanas circulares y un campanario entre las ventanas en arco y la parte superior de la torre. La entrada principal también es a través de un arco, colocado en lo alto de un amplio tramo de escaleras.
En 1976, fue incluida en el Registro Nacional de Lugares Históricos cvon base en su importancia histórica. Sus planos se usaron como ejemplo de la arquitectura eclesiástica en la Exposición Universal de París de 1900. Fue una de las 20 ubicaciones del condado de Cuyahoga agregadas al Registro en 1976. 